# Hernán Cereceda
Hernán Abelardo Cereceda Bravo (Santiago, 29 de abril de 1926-Santiago, 19 de junio de 2011) fue un abogado y exjuez chileno. Fue ministro de la Corte Suprema de Chile entre 1985 y 1993, año en que fue destituido en un proceso de acusación constitucional por abandono de sus deberes en una causa de derechos humanos.

## Biografía
Hijo de Eliodoro Cereceda Arancibia –Premio Nacional de Ciencias de la Educación en 1989– y de Emma Bravo Almeida. Se casó el 10 de enero de 1953 con Laura Montero Cabrera.
Estudió desde 1938 en el Internado Nacional Barros Arana, y entre 1948 y 1956 estudió en la Facultad de Derecho de la Universidad de Chile, jurando como abogado el 6 de junio de 1956. En 2006 fue homenajeado por el Colegio de Abogados por sus 50 años de ejercicio profesional.
Fue procurador y luego abogado de la Caja de Empleados Particulares hasta 1957. Ese año viajó a España en comisión de servicios, invitado por el Ministerio de Asuntos Exteriores de ese país, para estudiar medicina legal en la Universidad Central de Madrid, obteniendo un diplomado en Investigación Criminal. También ejerció como profesor de derecho procesal en la Universidad de Chile.

## Carrera judicial
Ingresó al Poder Judicial el 23 de mayo de 1957, ejerciendo como secretario del 1° juzgado especial de menores de Santiago, mismo tribunal donde fue nombrado juez suplente en 1960. Posteriormente fue juez titular del 4° juzgado especial de menores de Santiago (1961) y del 5° juzgado civil de mayor cuantía de Santiago (1964). En 1963 fue reconocido por la Sociedad de Instrucción Primaria con el premio al «mejor juez».
El 17 de julio de 1969 fue nombrado ministro de la Corte de Apelaciones de Santiago, y el 10 de enero de 1985 fue designado ministro de la Corte Suprema de Chile. En este rol ejerció como ministro del Tribunal Constitucional de Chile entre 1989 y 1993.

### Acusación constitucional y destitución
El 15 de diciembre de 1992, un grupo de diputados de la oficialista Concertación presentaron una acusación constitucional en contra de los ministros de la Corte Suprema Hernán Cereceda Bravo, Leonel Beraud Poblete y Germán Valenzuela Erazo y contra el auditor general del Ejército Fernando Torres Silva, quien ejercía como integrante de la Corte Suprema por disposición del Código de Justicia Militar.
Los cuatro acusados, más dos abogados integrantes, habían conocido de la causa por la detención y desaparecimiento de Alfonso Chanfreau ocurrida en 1974, durante la dictadura militar, y fueron acusados por abandono de los deberes por tres causas: el traspaso de la causa de Chanfreau a la justicia militar, en contravención a normas expresas de la Constitución y a la ley; a la demora injustificada en la dictación del fallo; y a la integración indebida de la Sala de la Corte Suprema por parte de los acusados.
La Cámara de Diputados declaró admisible la acusación por 66 votos a favor, 39 votos en contra y 1 abstención, con fecha 9 de enero de 1993. El 20 de enero del mismo año, el Senado resolvió la acusación, rechazándola en todas sus partes respecto de Beraud, Valenzuela y Torres, y acogiéndola solo por la causal de demora en la dictación de la sentencia respecto de Cereceda, por 25 votos a favor –incluyendo los votos de Hugo Ortiz de Filippi, Sebastián Piñera e Ignacio Pérez Walker, militantes de la centroderechista RN– y 20 en contra. Con ello, Cereceda fue destituido de su cargo como miembro de la Corte Suprema además de la prohibición de desempeñar un cargo público, sea o no de elección popular, durante el plazo de 5 años, siendo la primera vez en la historia de Chile en que un miembro de la Corte Suprema era destituido, y la única hasta la destitución de Luis Correa Bulo en el año 2001.

## Obras
- Rompiendo el silencio: El acusado del '93 (1998)